# Альбрехт II (граф Гольштейн-Рендсбурга)
Альбрехт II (нем. Albrecht II. von Holstein; ок. 1369 — 28 сентября 1403, Дитмаршен, похоронен в Итцехо) — граф Гольштейн-Рендсбурга (1384/1385-1397), Гольштейн-Сегеберга (1394—1397) и Гольштейн-Киля (с 1397 года).
Сын Генриха II Гольштейн-Рендсбургского и Ингеборги Мекленбургской.
Вместе с братьями Генрихом III и Герхардом VI унаследовал сначала владения отца (1384/85) а потом дяди — Николая Гольштейнского: Гольштейн и Шторман. Они были разделены по договору от 28 августа 1397 года, в результате Рендсбург отошёл Герхарду VI.
Графы Гольштейна вместе с герцогом Саксен-Лауэнбурга Эрихом IV участвовали в завоевательных походах в Дитмаршен. Во время одного из таких походов Альбрехт II неудачно упал с лошади и получил тяжёлую травму, от которой умер.

## Семья
Он был женат дважды.
Первая жена — Агнесса, дочь герцога Эриха IV Саксен-Лауэнбургского.
Вторая жена — София Брауншвейг-Люнебургская.
Детей не было.